# Paul Thys
Paul Thys (Lier, 2 mei 1946) is een Belgische voormalige atleet, die gespecialiseerd was in de lange afstand. Hij nam tweemaal deel aan de Olympische Spelen en veroverde op twee onderdelen twaalf Belgische titels.

## Biografie
Thys behaalde in de jaren zeventig tien opeenvolgende titels op het Belgisch kampioenschap op de 3000 m steeple. Op dit nummer nam hij ook deel aan de Olympische Spelen van 1972 in München en 1976 in Montreal. Hij nam bovendien deel aan de Europese kampioenschappen in 1971, 1974 en 1978. Hij werd telkens uitgeschakeld in de reeksen.
Indoor behaalde Thys zijn grootste succes op de Europese kampioenschappen in 1974, waar hij achter Miel Puttemans tweede werd op de 3000 m.
Thys nam ook zonder veel succes tweemaal deel aan de wereldkampioenschappen veldlopen.
Thys verbeterde in 1975 het Belgisch record van Gaston Roelants op de 3000 m steeple. In 1978 verbeterde hij dit nogmaals tot 8.22,8.
Na zijn carrière als atleet werd Thys trainer van SGOLA Boechout en later zelfs technisch directeur van de  VAL. Later werd hij coördinator bij Atletiek Vlaanderen’’.

### Clubs
Thys is aangesloten bij SGOLA Boechout, een club van het Sint-Gabriëlcollege.

## Belgische kampioenschappen
| onderdeel      | jaar                                                             |
| -------------- | ---------------------------------------------------------------- |
| 5000 m         | 1977                                                             |
| 3000 m steeple | 1970, 1971, 1972, 1973, 1974, 1975, 1976, 1977, 1978, 1979, 1981 |

## Persoonlijke records
| Onderdeel      | Prestatie      | Datum             | Plaats     |
| -------------- | -------------- | ----------------- | ---------- |
| 1000 m         | 2.27,8         | 22 augustus 1972  | Leuven     |
| 1500 m         | 3.43,6         | 4 september 1973  | Heizel     |
| 2000 m         | 5.09,4         | 3 juni 1973       | Woluwe     |
| 3000 m         | 7.53,0         | 15 mei 1974       | Heizel     |
| 5000 m         | 13.31,2        | 18 augustus 1978  | Heizel     |
| 10000 m        | 28.45,6        | 19 september 1974 | Heizel     |
| 3000 m steeple | 8.22,8 (ex-NR) | 18 juni 1978      | Sittard    |
| Uur            | 20.018 m       | 23 september 1979 | Roosendaal |

## Palmares

### 3000 m
- 1974:  EK indoor in Göteborg  – 7.51,76
- 1975: 13e EK indoor in Katowice  – 8.21,8
- 1977: 7e EK indoor in Katowice  – 8.08,4
- 1978: 7e EK indoor in Milaan  – 7.55,7

### 5000 m
- 1977:  BK AC – 14.00,6

### 3000 m steeple
- 1970:  BK AC – 8.51,2
- 1971:  BK AC – 8.42,8
- 1971: 8e reeks EK in Helsinki – 8.41,2
- 1972:  BK AC – 8.42,2
- 1972: 7e reeks OS in München – 8.35,0
- 1973:  BK AC – 8.36,0
- 1974:  BK AC – 8.31,8
- 1974: 4e reeks EK in Rome – 8.34,2
- 1975:  BK AC – 8.31,2
- 1976:  BK AC – 8.34,0
- 1976: 7e reeks OS in Montreal – 8.31,55
- 1977:  BK AC – 8.36,9
- 1978:  BK AC – 8.34,3
- 1978: 8e reeks EK in Praag – 8.43,8
- 1979:  BK AC – 8.30,04
- 1981:  BK AC – 8.41,26

### veldlopen
- 1975: 134e WK in Rabat
- 1977: 154e WK in Düsseldorf